# ششانکه
ششانکه (Śaśāṅka)، که در برخی منابع با عنوان «ششانکادِوا» نیز شناخته می‌شود، نخستین پادشاه مستقل و قدرتمند بنگال باستان بود که در سده ۷ (میلادی) فرمانروایی می‌کرد. منابع تاریخی، دوران حکومت او را در بازهٔ حدود ۵۹۰ تا ۶۲۵ یا ۶۳۶ میلادی دانسته‌اند. او بنیان‌گذار پادشاهی گاوده بود؛ پادشاهی‌ای که پس از فروپاشی امپراتوری گوپتا پدید آمد و مرکز آن کارناسوبارنا (در نزدیکی مرشدآباد امروزی در بنگال غربی) قرار داشت.
دربارهٔ زندگی اولیهٔ ششانکه اطلاعات اندکی در دست است، اما به‌نظر می‌رسد که ابتدا به‌عنوان یک حاکم تابع (ماهاسامانتا) تحت حکومت گوپتاها فعالیت می‌کرد. پس از زوال نهایی گوپتاها، با کنار زدن قدرت‌های مرکزی، کنترل منطقهٔ گاودا را به دست گرفت و استقلال بنگال را بنیان نهاد. او برای سلطنت خود عنوان «ماهاراجادهیرجه» (فرمانروای بزرگ پادشاهان) برگزید و سکه‌هایی با نگارهٔ شیوا و لاک‌شی ضرب کرد که نشان‌دهندهٔ گرایش او به هندوئیسم شاویسم بود.
نام ششانکه در متون تاریخی مانند «هارشاساریتا» اثر بانابهاتا (مورخ دربار هارشاوَرْدَهان) و در سفرنامهٔ راهب چینی هوئن تسانگ آمده‌است. طبق برخی منابع، او با اتحاد با پادشاه مالوا، گراهاروارمان را به قتل رساند و سپس راجیاواردهانا، برادر هارشاوَرْدَهان را با نیرنگ به قتل رساند. این رخداد به دشمنی آشکار میان او و هارشا انجامید.
پس از مرگ ششانکه، پسرش ماناوا برای مدتی کوتاه (حدود هشت ماه) بر تخت نشست. اما پادشاهی گاودا به‌زودی میان هارشاوَرْدَهان و بیسکارواکمان (پادشاه کامارواپا) تقسیم شد. هرچند کامارواپا مدتی نیز توانست کارناسوبارنا را تصرف کند.
در دوران ششانکه، قلمرو گاودا به‌سرعت گسترش یافت. منابع تاریخی نشان می‌دهند که سلطنت او از نواحی مختلف بنگال تا جنوب‌غربی آن و حتی بخش‌هایی از اُدیشا را شامل می‌شد و به‌عنوان یکی از مهم‌ترین قدرت‌های منطقه‌ای شبه‌قاره هند در آن دوره شناخته می‌شود.
اگرچه برخی گزارش‌ها مانند نوشته‌های بانابهاتا و هوئن تسانگ، ششانکه را به‌عنوان دشمن آیین بودایی و ویرانگر صومعه‌های بودایی معرفی می‌کنند، اما پژوهشگران امروزی این دیدگاه را با احتیاط می‌پذیرند و هشدار می‌دهند که چنین روایت‌هایی ممکن است جانب‌دارانه باشند. شواهد تاریخی مستند و گسترده‌ای در تأیید این سرکوب وجود ندارد یا بسیار محدود است.
ششانکه به‌عنوان پایه‌گذار تقویم بنگالی (Bangabda) نیز شناخته می‌شود، تقویمی که بعدها به نمادی از هویت فرهنگی بنگال بدل شد. میراث سیاسی او شامل یکپارچه‌سازی نواحی مختلف شرقی هند و بنیان‌گذاری یک پادشاهی مستقل کهن در بنگال است. با این حال، پس از مرگش، منطقه به دوره‌ای از آشفتگی موسوم به «ماتسیانیاما» (حکومت قوی‌ترها بر ضعیف‌ترها) دچار شد و قدرت سیاسی آن فروپاشید.